# 超人戦線
『超人戦線』（ちょうじんせんせん）は青山広美原作・山根和俊作画による日本の漫画作品。『チャンピオンRED』（秋田書店）にて、2014年4月号から2016年8月号まで連載。
前半は謎の美少女・FEEが凡人に超能力を与え、戦闘のエキスパートと戦わせる構図であったが、後にその戦いに生き残った者達が新たな敵と戦わされる二段構成になっている。

## 登場人物

### 覚醒者（エスパー）
友引 凛治（ともびき りんじ）
主人公。運送会社で仕分けのアルバイトをしている18歳の青年。諦めることに慣れていった自分を変えようとして「超人ゲーム」に参加した。与えられた能力は「念動力」。操れる質量は野球ボールまで。スピードに制限はない。
右目と左腕を失いながらもバロン西條に勝利し、菫色の髪になった。
特別な理由があったことで超人ゲームに参加できたと思っていたが、FEEから「ただの駒」と聞かされ愕然とした。しかし、七騎士の暴挙と、最終的な目的を聞いたことによって、改めて戦うことを決意した。その際に、能力のヒントになりそうな知識を多く調べていた。
アイザックとの戦闘では、「物体を動かせるスピードに制限はない」というイメージから、上空から石を降らせる技を思いついた。追い詰められたときにバロン西条の幻から助言を受け、生涯童貞という逸話を出して冷静さをなくし、火山雷を落として勝利した。その際に、道連れにされて溶岩に落ちそうになったが、アーシャによって助けられた。
神無 亜樹良（かんなし あきら）
半年間で女子供５人を殺害したことで死刑判決を受けた青年。絞首刑の最中に能力を与えられ、そのまま脱走し、「超人ゲーム」に参加した。与えられた能力は壁や地面をすり抜ける「巨視的トンネル効果」。自分が持つ物にも効果が及ぶが、意識しないとすり抜けられない。
本人は無罪を主張しているが、自身が行ったのは殺人ではなく、地上に囚われた天使を天国へ送る「救済行為」であるという根拠のため。
「超人ゲーム」で佐々村光一と対決し、致命傷を与えることに成功する。だが、「空」を会得した光一の一撃を受け、文字通り一刀両断にされた。
鬼門 美千留（きもん みちる）
遊園地でマジックショーを担当する、売れない女性マジシャン。世界一のマジシャンになるという夢のために能力を受け取った。能力は触れた金属を意のままに操る「メタルベンディングパワー」。マジシャンとしての知識と発想を組み合わせて技を作り出す。
戦闘が行われた場所が遊園地だったため地の利を生かしてドーベルマン二匹を倒し、ステージを崩してDr．ヘルを押しつぶした。その後、ステージの鉄骨でオレゴン山中の木々を再現した。
戦闘の後は能力を使い、テレビ出演をしていた。
七戦士との戦いでは二番手に選ばれた。森の中に追い込まれたが、スクラップ工場があったため能力を発揮できた。戦いによって両手足を失うも、金属操作の応用によって血液を操作し、手足の代わりとした。アーストリアス・アクア・レギアによって負けそうになるも、Dr．ヘルとドーベルマンの幻を見て、改めて戦うことを決意する。能力によるテルミット反応でダーウィンを追い詰めたが、実際は偽者であり、隙をつかれて胸を刺される。その後、「マジシャンとして最後には華麗に舞台から去りたい」とダーウィンに頼み、鳥の姿になって飛び去った。
棺 盛男（ひつぎ もりお）
美少年を殺して解体し、死体を樹脂加工してコレクションする快楽殺人鬼。病によって失明するも、超視力「ウルトラビジョン」を与えられて「超人ゲーム」に参加した。能力によって相手の神経発火や血流、ホルモン分泌すら見通せる。元研修医であるため人体の構造に詳しく、能力と併せて相手の動きを瞬時に予測できる。戦闘の最中に両目を失うも、それにより更なる超視力を覚醒させた。
皓月を追い詰めるも、覚悟を決めた皓月によって全身に気を打ち込まれ、全身の体液が沸騰、破裂した。
葛西 祐理（かさい ゆり）
中東大学4年。一年前に強姦されるが、犯人が与党の大物の隠し子だったため事件が揉み消された。そのことから犯人は勿論のこと、犯人を擁護する社会全体を恨んでいる。与えられた能力は「 発火能力」。視認できる範囲に発火可能。最大火力で2000℃だが、自身の痛みや憎しみによって威力が増す。
能力を使い強姦、準強姦容疑者を次々と焼死させていたが、政府に目を付けられ、アーシャに捕獲命令が下された。
戦いのさなかに左足を失うも支援部隊を壊滅させ、「C4爆弾でアーシャ諸共爆死させる」という最終作戦が決行される。爆発による死の苦しみを火力に変換し、東京を火の海に変えようとしたが、アーシャのワイヤーによって崩された天井の瓦礫に押しつぶされた。
ロバート・ジョンストン
22歳の黒人男性。通称「ブルースマン」。祖父のブルースを聞いて育ち、プロの音楽家になろうと都会へ出るが売れず、酒とドラッグに溺れているときにFEEと出会い、「悪魔のギター」を与えられた。ギターは奏でる音によって相手に苦痛・快楽の幻を見せたり、全身の細胞を無限に増殖させて末期ガン状態にすることができる。
才能のない自分や、曲を認めない世間を憎み、次々と人を殺していたが、醍醐の命がけの説得と制裁によって音楽をやり直そうと決意した。その際に醍醐への敬意と自戒の意を込めて、不動明王の真言を表す梵字の刺青を全身に入れている。
ガロアとの戦いではブルースを弾いたが通用せず、身体をバラバラにされて十字架型にされた。それでも生きており、ギターによる幻惑で心春をサポートした。
柊 心春（ひいらぎ こはる）
長野の聖瑠璃が丘学園高校一年生女子。七歳の時にトラックに轢かれ、その時に「超再生能力」を手にした。それ以来再生能力を他人に知られないように生活してきたため、気弱な性格になってしまった。
能力によって、爆弾で吹き飛ばされようが生き返れるが、本人が望まなければ蘇生できない。また、体内の毒素を分解することもできない。ガロアの分析によれば「肉体データの座標保存」によって再生するため、無限次元に送られると再生できなくなる。
他の生徒を人質にとられ、自爆するよう命じられたが、誰かの呼びかけによって生きる希望を取り戻し、再生した。その後、自ら火だるまになってハンザキにしがみついて焼死させた。そこで自身に呼び掛けていたのがハンザキであると知った。
七戦士との戦いでは七番手としてガロアと対決。冥葉拳究極奥義「無双転生」によって一時的に冥葉拳を習得した状態となり、ロバートのサポートもあってガロアに勝利した。

### 超越者（エキスパート）
バロン西条（バロンさいじょう）
凛治の対戦相手。「死刑執行人」の異名を持つスナイパー。18歳の時にベトナムで人を殺して以来幾つもの殺しを請け負い、依頼達成率はほぼ100％を誇る。ガンによって余命三か月となっており、生涯最後に最高の標的を仕留めるという願いを叶えるために「超人ゲーム」に参加した。
凛治と対決し、手榴弾を飲み込んで相打ちに持ち込もうとするも、喉をつぶされて爆弾を吐き出し、そのまま敗北した。
アイザックに追い詰められた凛治の前に幻影として現れ、男が胸の内に持つ最後の弾丸「バレット・イン・ザ・ハート」の教えを伝えた。
佐々村 光一（ささむら こういち）
神無亜樹良の対戦相手。剣術の全日本選手権で三連覇を成し遂げたこともある元警察官。神無亜樹良によって殺された母娘の遺族でもある。亜樹良への憎しみを断ち切れなかったところでFEEと出会い、亜樹良を斬るチャンスを得るために「超人ゲーム」に参加した。
神無亜樹良によって頭に包丁を刺されるも、死に際に無我の境地「空」にたどり着き、亜樹良を斬ることに成功した。
七戦士との戦いの中で、アーシャに惹かれるようになり、彼女を守るためにゼノンとの戦いを受け入れた。空によってゼノンのパラドックスをすり抜けて攻撃を当てようとしたが、空が鈍ってしまう。その後、全てを断ち切るのではなく、受け入れることこそが真の空であると気づき、ゼノンの気配を追うことに成功する。勝利したが大けがを負い、入院を余儀なくされた。
トマス・ヘルゴロー / Dr.ヘル
鬼門美千留の対戦相手。アメリカ軍大佐の 軍用犬使い。高齢ながらも腕前は世界トップクラスであり、彼が育てた軍用犬は「悪魔の犬」と恐れられた。「テロリストを排除せよ」という国防総省の命令に従い、鬼門美千留と戦った。
幼い頃に乗っていた飛行機がオレゴンの山中に墜落するが唯一生き残り、10歳まで野犬の群れに育てられたという過去を持つ。捨て犬や退役した軍用犬を引き取る施設をオレゴンの山中に造るという夢を持っている。
4匹のドーベルマンと共に美千留を追い詰めるが、対戦場所が美千留が働く遊園地だったために地の利があり、アトラクションやショーの舞台の仕掛けで翻弄される。ステージの鉄骨に押しつぶされ、美千留が鉄骨で作った木を見てオレゴンの森を思い出しつつ息絶えた。
葉 晧月（イェー ハオユェー）
棺盛男の対戦相手。雲南省の秘境出身の16歳の少年。故郷に伝わる暗殺拳法「冥葉拳（めいおうけん）」を15歳で極めたが、「拳法を極めた者は洞穴に幽閉され、師範として一生を終える」という掟に逆らい脱走した。追手を倒しつつ逃走していたがFEEと出会い、自由を得るために「超人ゲーム」に参加した。
当初は理由なく力を振るっていたが、盛男に追い詰められた際に未来の記憶を覗いて、力を使う意味を見出した。大地の気を用いる技で盛男に勝利するも、技の反動で一気に老化した。
七人の中で唯一、第二のゲームに参加することを承諾した。
MATEの七戦士との戦いでは6番手としてガロアと交戦。この時に自身が見た未来が、この対決であると確信した。能力に翻弄され、奥義を放つも反射され、肉体が風化した。しかし究極奥義「無双転生」によって残留思念を心春に残し、サポートをした。
針生アーシャ（はりおアーシャ）
元アルジェリア特務機関エージェント。ワイヤーを用いた暗殺を得意とすることから「ワイヤー・ガール」と呼ばれていた。現在は10歳の息子と共に暮らすシングルマザー。難病にかかった息子の治療待機リストの順位を上げることと引き換えに、祐里の捕獲を日本政府に依頼される。
爆破の寸前に祐里を倒すことに成功する。その後爆破に巻き込まれるも、FEEによって助けられる。
七戦士との戦いの直前に息子が病死したが、それを隠して参戦した。その際、同じく家族を喪った光一に惹かれるようになった。
青森港の青函連絡船内部で卑弥呼と対決。気象操作によって極寒と化した船の中で、ワイヤーを使った即席電熱服で生き延び、油断した卑弥呼に即席コイルガンを撃ち込んだ。しかし仕留めきれず、積乱雲オロチから放たれた高圧水流によって船ごと切断され、左足を失う。その後、ワイヤーで卑弥呼をオロチの真下に引き寄せて倒したが、自分も水流に撃ち抜かれて下半身を失った。その状態で泳いで光一のもとにたどり着き、光一の勝利を見届けたのち死亡した。
三島 醍醐（みしま だいご）
紀伊山地の天峰ヶ岳にある天峰寺の高僧。「三千日回峰行」という苦行を成し遂げたことで「大阿闍梨」の称号を与えられた。
元暴走族であり、警官二人を殺して山中に逃亡するも、自身を追いかける影におびえて自首する。その後仏門に入り、己に苦行を課していた。
ブルースマンを説得しようとするも、三度拒絶されたことで憤怒の形相となり、鉄拳制裁に移る。その後、自らの命と引き換えにブルースマンの憎しみや迷いを断ち切り、そのまま息絶えた。
ハンザキ
どんな殺しも請け負うフリーの殺し屋。本名は不明で、ハンザキと言う名も「山椒魚のように半分に裂かれても生きている」というところからついたもの。実際は脳の機能に欠陥があり、痛覚や感情が欠落している。「真の不死身の肉体を与える」というFEEとの取引によって、心春殺害を請け負った。
心春の殺害にあたり、弱点を探るために心理を分析したが、徐々に心春を生かそうという感情が生まれた。自ら火だるまになった心春に抱き着かれ、そのまま焼死した。

### ゲーム主催者
FEE（フィー）
菫色の髪を長く伸ばした謎の女性。一般人に能力を与えることができる。
その正体は二次元世界の住人であり、アリス・トレイラーの姿をコピーしている。
諦めずに足掻く感情や一進一退の戦いを特に好む。
MATE（メイト）
言葉を話す黒猫。カーボノイド・リブーテッドの製作者。
その正体は五次元世界の住人であり、アリス・トレイラーの飼猫の姿をコピーしている。
絶望の感情を特に好む。

### MATEの七戦士
レオ
七戦士のリーダー格。優れた人類を選別する計画「ルネッサンスⅡ」を遂行しようとした。元になった人物は万能の天才レオナルド・ダ・ヴィンチ。あらゆるエネルギーを操作する能力を持つ。
聖子
七戦士の副リーダーを務める少女。元になった人物は聖徳太子。マインドコントロール能力を持つ。
七戦士の中で唯一戦闘に参加しなかった。「影のサミット」とも称されるビルダーバーグ会議では、能力を使って首脳の意見をまとめさせ、計画を採決させた。
アイザック
七戦士の一番手。尊大で気の短い性格。元になった人物は万有引力を発見したアイザック・ニュートン。手にしたリンゴを中心に重力を操る能力を持つ。
ゲームに乗り気ではない凛治達を追い込むために能力を使って大惨事を起こし、その犯人が凛治たちであると公表した。その後、富士の樹海で凛治と交戦。その時に能力によって発生した小型ブラックホールが富士山の地下を刺激したことで、火山活動が始まる。
凛治を追い詰めるが、「生涯童貞だった」という逸話を馬鹿にされ、逆上した隙をつかれて凛治が作った火山雷を撃たれた。重力のドーム「G-シェル」で防御するが、強力なエネルギーを持つ火山雷が重力によって屈折したことでドームが蒸し焼き機の状態になり、全身が炭化した。
ダーウィン
七戦士の二番手。元になった人物は進化論の提唱者チャールズ・ロバート・ダーウィン。ニュートンと同じケンブリッジ大学の出身で、仇討のために二番手を名乗り出た。生物の遺伝子を操作する能力を持つ。
ダーウィン・フィンチを遺伝子操作して生み出したティラノサウルスによって、美千留を森の中のスクラップ処理場に追い込んだ。遺伝子操作によって生み出した生物を使って美千留を追い詰めるが、美千留の能力によるテルミット反応で倒される。だがそれは鹿を使った身代わりであり、隙をついて致命傷を与える。その後、倒されてもなお美しい美千留の姿に敬意を表し、美千留の頼みの通りに身体を鳥に変えた。
パピヨノイデア・セラミカ
ダーウィンの能力によって生み出された蝶。翅がセラミックの刃になっており、金属や人体すら切り裂く。
アーストリアス・アクア・レギア
ダーウィンの能力によって生み出されたツチグリ。王水を含んだ胞子を吹き出し、あらゆる金属を溶かしてしまう。
ゼノン
大道芸人のような恰好の男。元になった人物は、パラドックスを提唱した古代ギリシャの哲学者ゼノン。時空間に干渉し、パラドックスを現実に逆転写する能力を持つ。
ゲームの三番手として青森港で一行を待ち受けていた。「空」を解明し、「理」をもって超えるために、光一を対戦相手に指名した。一度は光一を追い詰めるが、アーシャの妨害によってとどめを刺せずに終わる。しかしミコが乱入し、仕切り直しとなる。アーシャとの会話によって真の「空」を会得した光一に対し、「バナッハ・タルスキーのパラドックス」を逆転写した分身を用いて襲い掛かるが、あらかじめ仕込んでおいた目印によって本体を見つけられ、刀で頭を貫かれて敗北した。
ミコ
古めかしい口調で話す少女。元になった人物は邪馬台国の女王卑弥呼。気体分子のベクトル場を操ることで、気象をコントロールする能力を持つ。自然を汚す人類を一掃するために「ルネッサンスⅡ」に賛同した。
第三ゲームに乱入し、アーシャの相手となる。青函連絡船内部で戦い、気温を低下させて凍死させようとしたが、倒したと思い油断したところで即席コイルガンを顔面に食らった。だがセラミック製頭蓋骨によって傷だけで済んだ。その後、巨大積乱雲「オロチ」を作り、水を一点に集中させて撃ち出す巨大なウォーターカッターによって船を切断し、同時にアーシャの左足を切った。そしてとどめを刺そうとしたが、ワイヤーによって引き寄せられ、自分の頭にウォーターカッターが直撃して敗北した。
ガロア
元になった人物はフランスの数学者エヴァリスト・ガロア。抽象代数学の父と称されたが、二十歳の時に決闘に敗れて死んだ。羽を用いて三次元空間を数学的に変換する能力「ガロアの羽」を使う。空間ごと肉体を組み替えることで、自由に変形させることも可能。また、食ったものを四次元空間へ送り込む「四次元ヒル」、無限次元へ送り込むワーム「デスアダー」を生み出すこともできる。
残る三試合を一気に終わらせるために、凛治たちの後をつけていた。最初にロバートと戦い、空間操作によってロバートのギターを無効化し、さらにロバートの身体を分解して十字架型につなぎ合わせた。続いて葉と対決し、自身の肉体を変形させて葉の攻撃を全て回避し、葉が放った奥義「吼龍波」を跳ね返して勝利した。最後に心春と対決し、無限次元ワーム「デスアダー」を生み出して心春を倒そうとしたが、心春は葉の「無双転生」によって強化され、さらに生きていたロバートのギターによる幻覚に惑わされたことで隙を作り、心春の技を食らって敗北した。

### その他
可部清造（かべせいぞう）
内閣総理大臣。アーシャに対し祐里の捕獲を命ずる。実際はFEEをおびき寄せるゲームの演出で、二人を大学ごと爆破するつもりだった。その後、FEEとの取引を兼ねた日米代理戦争で、醍醐の勝利に「日本核武装化の承認」を賭けた。
ヒラリー・イーストン
第45代米国大統領。日米代理戦争ではブルースマンの勝利に、「日本近海のメタンハイドレード採掘権を米国企業に譲渡すること」を賭けた。
張柏成（チャン・ポーチェン）
中国人民解放軍国防科学技術大学（NUDT）学長。可部とヒラリーを案内した。
BEC凝縮を用いた新型コンピューターの開発中に、異空間へ通じるゲートが発生し、FEEとMATEがこちらへやってきた。FEEの話によって、ホログラフィック原理の証明になったらしい。
アリス・トレイラー
NUDT量子多体研究所所長を務める女性科学者。IQ250を超える天才であり、15歳にしてアメリカで素粒子物理の第一人者と呼ばれるようになった。その後NUDTの所長となり、研究に独自の理論を混ぜて次元のゲートを開こうとした。その際にFEEとMATEが三次元世界へと侵入、研究所の崩壊に巻き込まれ、胴体の一部がゲートの向こう側へ取り込まれた。
その後、北海道大雪山系の山中の泥火山内部に次元シェルターを作り、凛治達を呼び寄せた。ゲートを閉じることでFEEとMATEを消滅させようとしており、凛治達が不利とみるとレオ達の側に着こうとしたが、MATEに食い殺された。

## 用語
超人ゲーム
1対1の戦いに勝利すれば超人的な能力を手に入れられるゲーム。敗者はもちろん死亡する。
カーボノイド・リブーテッド
MATEが生み出した戦士。過去の偉人をもとに作り上げた存在。セラミック製頭蓋骨や自走式血液といった機能によって高い生命力を持つ。
ルネッサンスⅡ
全長4万㎞のシンクロトロンによる重力加速によって、時間操作を実現させるという計画。これにより人類は不死身の肉体を手にし、時間旅行すら可能となる。その際に発生する大量の放射線によって、全人類の95%が死ぬこととなる。
冥葉拳
葉の故郷に伝わる暗殺拳。元々は養生法だったが、自衛のための拳法へと発展した。
神打「落葉」
相手の身体に気を打ち込み、崩壊させる。
「調息」
自分の気を支配して仮死状態になり、全神経を沈黙させる呼吸術。
最終奥義「吼龍波」
龍脈のエネルギーを体内に取り込んで撃ち出す技。
神打「爆裂穿」
身体に取り込んだ龍の気を相手の経穴に打ち込み、全身を沸騰させる。
究極奥義「無双転生」
冥葉拳伝承者が後継者に技を伝えるために、死ぬ間際に残留思念を憑依させる技。

## 書誌情報
- 原作：青山広美・作画：山根和俊 『超人戦線』 秋田書店〈チャンピオンREDコミックス〉、全7巻
  1. 2014年7月18日発売 ISBN 978-4-253-23666-9
  2. 2014年11月20日発売 ISBN 978-4-253-23667-6
  3. 2015年3月6日発売 ISBN 978-4-253-23668-3
  4. 2015年7月17日発売 ISBN 978-4-253-23669-0
  5. 2015年12月18日発売 ISBN 978-4-253-23670-6
  6. 2016年3月18日発売 ISBN 978-4-253-23671-3
  7. 2016年8月19日発売 ISBN 978-4-253-23672-0